# Mack Horton
Mackenzie James „Mack“ Horton, OAM (* 25. April 1996 in Melbourne) ist ein ehemaliger australischer Schwimmer. Bei den Olympischen Sommerspielen 2016 wurde er Olympiasieger über 400 m Freistil.

## Karriere
Horton nahm 2013 an den Jugend-Schwimmweltmeisterschaften in Dubai teil, bei denen er fünf Goldmedaillen gewann. Bei seiner ersten Teilnahme an den Schwimmweltmeisterschaften im Jahr 2015 gewann er Bronze im Schwimmen über 800 m Freistil.
Bei den Olympischen Sommerspielen 2016 in Rio de Janeiro wurde Horton mit einer Zeit von 3:41,55 Minuten Olympiasieger über 400 m Freistil. Er hatte dabei 0,13 Sekunden Vorsprung vor Sun Yang, dem Gewinner der Silbermedaille. Horton erreichte ebenfalls das Finale im Schwimmen über 1500 m Freistil, in dem er den fünften Platz belegte. Über 4 × 200 m Freistil mit der Staffel erreichte Horton im Finale den vierten Platz. Anfang 2017 wurde Horton für seine Erfolge bei den Olympischen Spielen die Medaille des Order of Australia verliehen.
Bei den Schwimmweltmeisterschaften 2019 wurde Horton mit der Staffel über 4 × 200 m Freistil Weltmeister. Über 400 m Freistil gewann er die Silbermedaille. Bei der zugehörigen Siegerehrung blieb er aus Protest gegen Sun Yang hinter dem Podest stehen, wofür er später schriftlich von der FINA verwarnt wurde.
Im Januar 2024 gab Horton sein Karriereende bekannt.